# Campionats del món de ciclocròs de 2007
Els Campionats del món de ciclocròs de 2007 foren la 58a edició dels mundials de la modalitat de ciclocròs i es disputaren el 27 i 28 de gener de 2007 a Hooglede, Flandes Occidental, Bèlgica. Foren quatre les proves disputades.

## Resultats

### Homes
| Proves  | Or              | Plata             | Bronze         |
| Elit    | Erwin Vervecken | Jonathan Page     | Enrico Franzoi |
| Sub-23  | Lars Boom       | Niels Albert      | Romain Villa   |
| Júniors | Joeri Adams     | Daniel Summerhill | Jiří Polnický  |

### Dones
| Prova | Or                | Plata             | Bronze             |
| Elit  | Maryline Salvetat | Katherine Compton | Laurence Leboucher |

## Classificacions

### Cursa masculina
| Pos. | Ciclista            | País          | Temps   |
| ---- | ------------------- | ------------- | ------- |
|      | Erwin Vervecken     | Bèlgica       | 1.05.35 |
|      | Jonathan Page       | Estats Units  | + 0.02  |
|      | Enrico Franzoi      | Itàlia        | + 0.16  |
| 4.   | Bart Wellens        | Bèlgica       | + 0.25  |
| 5.   | Kevin Pauwels       | Bèlgica       | + 0.31  |
| 6.   | Richard Groenendaal | Països Baixos | + 0.34  |
| 7.   | Gerben de Knegt     | Països Baixos | + 1.12  |
| 8.   | John Gadret         | França        | + 1.26  |
| 9.   | Christian Heule     | Suïssa        | + 1.35  |
| 10.  | Thijs Al            | Països Baixos | + 1.40  |

### Cursa femenina
| Pos. | Ciclista                 | País          | Temps  |
| ---- | ------------------------ | ------------- | ------ |
|      | Maryline Salvetat        | França        | 42.57  |
|      | Katherine Compton        | Estats Units  | + 0.01 |
|      | Laurence Leboucher       | França        | + 0.09 |
| 4.   | Daphny van den Brand     | Països Baixos | + 0.31 |
| 5.   | Hanka Kupfernagel        | Alemanya      | + 0.41 |
| 6.   | Christel Ferrier-Bruneau | França        | + 0.43 |
| 7.   | Marianne Vos             | Països Baixos | + 1.12 |
| 8.   | Brigit Hollman           | Alemanya      | + 1.39 |
| 9.   | Helen Wyman              | Regne Unit    | + 2.36 |
| 10.  | Linda van Rijen          | Països Baixos | + 2.42 |

### Cursa masculina sub-23
| Pos. | Ciclista              | País          | Temps |
| ---- | --------------------- | ------------- | ----- |
|      | Lars Boom             | Països Baixos | 53.55 |
|      | Niels Albert          | Bèlgica       | +1.22 |
|      | Romain Villa          | França        | +1.44 |
| 4.   | Zdeněk Štybar         | Txèquia       | +2.30 |
| 5.   | Philipp Walsleben     | Alemanya      | +2.49 |
| 6.   | Frantisek Kloucek     | Txèquia       | +2.56 |
| 7.   | Jonathan Lopez        | França        | +3.04 |
| 8.   | Rob Peeters           | Bèlgica       | +3.10 |
| 9.   | Rafael Visinelli      | Itàlia        | +3.22 |
| 10.  | Ricardo van der Velde | Països Baixos | +3.25 |

### Cursa masculina júnior
| Pos. | Ciclista            | País          | Temps  |
| ---- | ------------------- | ------------- | ------ |
|      | Joeri Adams         | Bèlgica       | 41.18  |
|      | Daniel Summerhill   | Estats Units  | m.t    |
|      | Jiří Polnický       | Txèquia       | +0.01  |
| 4.   | Ramon Sinkeldam     | Països Baixos | +0.02  |
| 5.   | Ole Quast           | Alemanya      | +0.11  |
| 6.   | Arnaud Jouffroy     | França        | +0.32  |
| 7.   | Alessandro Calderan | Itàlia        | +0.44  |
| 8.   | Rob van der Velde   | Països Baixos | +0.58  |
| 9.   | Marek Konwa         | Polònia       | + 1.06 |
| 10.  | Peter Sagan         | Eslovàquia    | + 1.10 |

## Medaller
| Pos. | País          | Or | Plata | Bronze | Total |
| 1    | Bèlgica       | 2  | 1     | 0      | 3     |
| 2    | França        | 1  | 0     | 2      | 3     |
| 3    | Països Baixos | 1  | 0     | 0      | 1     |
| 4    | Estats Units  | 0  | 3     | 0      | 3     |
| 5    | Txèquia       | 0  | 0     | 1      | 1     |
| 5    | Itàlia        | 0  | 0     | 1      | 1     |